# Gondolatalakzat
A gondolatalakzat (görögül metalogizmus) a retorika egyik alakzata; a klasszikus retorika csak szó- és mondatalakzatokat különböztetett meg, ma ismert a szó- és a gondolatalakzat; a neoretorikában a metabolák egyik típusa. A szavaknál nagyobb nyelvi egységeknél, a szószerkezeteknél, mondatoknál, s a mondatoknál nagyobb szövegegységeknél alkalmazott művészi elrendezés, átrendezés, amely jelentésváltozást eredményez. Fajtái: párhuzam, ellentét, párhuzam és ellentét együtt, chiazmus, kérdés, felkiáltás, paradoxon, oximoron. A gondolatalakzatban a jelölt valóság és a nyelvi jel normatív kapcsolatának módosulása történik. Felismerésük, következésképpen stílushatásuk akkor érvényesül, ha a befogadó ismeri azt a konkrét dolgot, jelenséget, amelyet az alakzat éppen nem a valóságnak megfelelően ír le, így esztétikai hatásuk megértéséhez a nyelvi szintű elemzés nem elég.

## További gondolatalakzatok
- brevitás (rövidség)
- célzás
- commutatio